# Chambardia nyassaensis
Chambardia nyassaensis е вид мида от семейство Iridinidae. Видът е уязвим и сериозно застрашен от изчезване.

## Разпространение и местообитание
Разпространен е в Бурунди, Демократична република Конго, Замбия, Малави и Танзания.
Обитава сладководни басейни и реки.